# ズヴォレン - ヂヴャキ線
ズヴォレン - ヂヴャキ線（スロバキア語: Železničná trať Zvolen – Diviaky）は、スロバキア国鉄の鉄道線の名称である。路線番号は171。

## 歴史
ブダペスト - ノイゾール（現在バンスカー・ビストリツァ）間の鉄道建設許可は帝国特認ペシュト＝ロションツ＝ノイゾール鉄道炭鉱組合（k.k.provilegierte Pest-Losoncz-Neusohler Eisenbahn- und Steinkohlen-Gewerkschaft）が1863年獲得した。ハンガリー北部鉄道（Magyar Eszaki vasut, MEV）はその鉄道炭鉱組合を引き受けて、1866年ブダペスト - サルゴールタリアーン間を開通した。ルットカ（現在ヴルートキ）方面の鉄道延伸工事はハンガリー国鉄（Magyar Államvasutak, MÁV）の管理・監督で実行された。1872年8月12日この路線はシュトゥーベン・テプリッツ（現在トゥルチアンスケ・テプリッツェ）  - ルットカ間とともに開通されて、北側にカシャウ＝オーデルベルク鉄道（k.k. Previlegierte Kaschau-Odenberger Bahn, KsOd）の本線と連結された。
第一次世界大戦の終戦後、チェコスロバキア国鉄が創設されて、この路線もČSDに組み入れられた。1935年に複線化工事が開始されて、1936年12月にディヴィアキ - ホルナー・シュトゥヴニャ間は、1937年5月にズヴォレン - フロンスカー・ドゥーブラヴァ間は、1938年にヴルートキ - ディヴィアキ間はそれぞれ複線区間となった。
1982年11月に直流3000 Vの電車線がマルティン - ヴルートキ間に設置された。
1993年1月1日この路線はチェコスロバキア分離の結果で新生のスロバキア国鉄（Železnice Slovanekej republiky, ŽSR）に引き受けられた。1995年8月にズヴォレン - フロンスカー・ドゥーブラヴァ間の電車線設置工事が完了した。

## 沿線概況
列車がズヴォレン駅を出発して、フロンスカー・ドゥーブラヴァ駅までフロン川と平行に走行する。レヴィツェ - フロンスカー・ドゥーブラヴァ線が分岐した後、この路線はクレムニッツァ山脈の方に伸びる。列車は続いていくつかのトンネルを通過し北へ向かう。ホルナー・シュトブニャ駅でホルナー・シュトブニャ - ハンロヴァー線が分岐して、ドルナー・シュトブニャ分岐点でズヴォレン - ヴルートキ線がこの路線と合流する。この路線はディヴィアキ駅に至って、ヴルートキ駅までズヴォレン - ヴルートキ線がこの路線を継承する。

## 運行形態
- ヴルートキ - ヂヴャキ - ホルナー・シトゥブニャ - プリェヴィヅァ
2時間に1本の運行。ヂヴャキ以北は170号線に直通し、原則シトゥブニャ以南145号線に直通する。
2020年以前は、145号線に直通していなかった。2022年度以前は、1-2時間に1本運行していた。

- ホルナー・シトゥブニャ - フロンスカー・ドゥーブラヴァ - ズヴォレン
一日あたり4往復の運行。
過去の運行形態
2020年以前は、ヴルートキまで直通していた。
2021年度より、一日あたり平日5往復、土曜3往復、休日4往復の運行となった。北側は朝の1本のみヂヴャキ、他の列車がホルナー・シトゥブニャまで短縮された他、南側は全列車がズヴォレンに直通していた。
2023年度より、一日4往復の運行となった。北側は全てホルナー・シトゥブニャまで短縮され、南側は平日1往復、休日南行1本を除きドゥーブラヴァまで短縮された。
2024年度より、全列車が再びズヴォレンまで直通する様になった。

## 駅一覧
以下では、スロバキア国鉄171号線の駅と営業キロ、停車列車、接続路線などを一覧表で示す。なお、全て各駅停車である。
| 路線名 | 駅名                               | 駅間営業キロ | 累計営業キロ         | 累計営業キロ       | 接続路線                                                                                       | 所在地                     | 所在地                         |
| ------ | ---------------------------------- | ------------ | -------------------- | ------------------ | ---------------------------------------------------------------------------------------------- | -------------------------- | ------------------------------ |
| 150    | ズヴォレン旅客駅                   | -            | ブダペストから 215.8 | ズヴォレンから 0.0 | 153号線（シャヒ方面） 160号線（フィリャーコヴォ方面）、170号線（バンスカー・ビストリツァ方面） | バンスカー・ビストリツァ県 | ズヴォレン郡                   |
| 171    | フロンスカー・ドゥーブラヴァ駅     | 11.1         | 226.9                | 11.1               | 150号線                                                                                        | バンスカー・ビストリツァ県 | ジャル・ナド・フロノム郡       |
| 171    | トルナヴァー・ホラ駅               | 3.7          | 230.6                | 14.8               |                                                                                                | バンスカー・ビストリツァ県 | ジャル・ナド・フロノム郡       |
| 171    | スタラー・クレムニチカ駅（休止中） |              | (236.0)              |                    |                                                                                                | バンスカー・ビストリツァ県 | ジャル・ナド・フロノム郡       |
| 171    | バルトショヴァ・レホトカ駅         | 11.1         | 241.7                | 25.9               |                                                                                                | バンスカー・ビストリツァ県 | ジャル・ナド・フロノム郡       |
| 171    | ヤストラバー駅                     | 2.1          | 243.8                | 28.0               |                                                                                                | バンスカー・ビストリツァ県 | ジャル・ナド・フロノム郡       |
| 171    | クレムニツァ駅                     | 9.3          | 253.1                | 37.3               |                                                                                                | バンスカー・ビストリツァ県 | ジャル・ナド・フロノム郡       |
| 171    | クレムニツケー・バネ駅             | 9.4          | 262.5                | 46.7               |                                                                                                | バンスカー・ビストリツァ県 | ジャル・ナド・フロノム郡       |
| 171    | トゥルチェク駅                     | 5.2          | 267.7                | 51.9               |                                                                                                | ジリナ県                   | トゥルチャンスケ・テプリツェ郡 |
| 171    | ホルナー・シトゥブニャ駅           | 5.4          | 273.1                | 57.3               | 145号線                                                                                        | ジリナ県                   | トゥルチャンスケ・テプリツェ郡 |
| 171    | ホルナー・シトゥブニャ停留所       | 3.7          | 276.8                | 61.0               |                                                                                                | ジリナ県                   | トゥルチャンスケ・テプリツェ郡 |
| 171    | トゥルチャンスケ・テプリツェ駅     | 4.8          | 281.6                | 65.8               | 170号線                                                                                        | ジリナ県                   | トゥルチャンスケ・テプリツェ郡 |
| 170    | ヂヴャキ駅                         | 1.4          | 283.0                | 67.2               | 170号線                                                                                        | ジリナ県                   | トゥルチャンスケ・テプリツェ郡 |